# Aeroporto di Khon Kaen
L’aeroporto di Khon Kaen (in thailandese ท่าอากาศยานนานาชาติขอนแก่น; IATA: KKC, ICAO: VTUK) è l'aeroporto che serve l'omonima città della Thailandia del Nordest. È stato inaugurato il 6 febbraio 1963 ed è gestito dal Dipartimento degli aeroporti della Thailandia.
La struttura si trova ad un'altitudine di 204 m sul livello del mare e dispone di una pista in asfalto lunga 3050 m e larga 45 m. Nel dicembre 2024 è stato aperto il nuovo terminal, progettato per servire fino a 5 milioni di passeggeri all'anno e realizzato con l'obiettivo di rendere l'aeroporto uno scalo internazionale.
È situato circa 8 km ad ovest della città ed è collegato al centro con bus e taxi.

## Statistiche
Questo grafico non è disponibile a causa di un problema tecnico.
Si prega di non rimuoverlo.
Vedi la query Wikidata di origine.